# وتر

h وتر است

وَتَر بلندترین ضلع در مثلث قائم‌الزاویه است. وتر ضلعِ مقابل زاویهٔ ۹۰درجه در مثلث قائم الزاویه است.
بر طبق قضیه فیثاغورس ، طول وتر را می‌توان از رابطهٔ «طول وتر=جذر جمع توان دوم دو ضلع قائم مثلث قائم الزاویه» به‌دست آورد.